# Resolutie 1175 Veiligheidsraad Verenigde Naties
Resolutie 1175 van de Veiligheidsraad van de Verenigde Naties werd op 19 juni 1998 unaniem aangenomen door de VN-Veiligheidsraad.

## Achtergrond
Op 2 augustus 1990 viel Irak zijn zuiderbuur Koeweit binnen en bezette dat land. De Veiligheidsraad veroordeelde de inval onmiddellijk en later kregen de lidstaten carte blanche om Koeweit te bevrijden. Eind februari 1991 was die strijd beslecht en legde Irak zich neer bij alle aangenomen VN-resoluties. In 1995 werd met resolutie 986 het
olie-voor-voedselprogramma in het leven geroepen om met olie-inkomsten humanitaire hulp aan de Iraakse bevolking te betalen.

## Inhoud

### Waarnemingen
Een groep experts had bevonden dat Irak niet in staat was voldoende aardolie uit te voeren om de 5,256 miljard Amerikaanse dollar te verdienen die in resolutie 1153
staat vermeld en waarmee hulpgoederen aan de Iraakse bevolking moesten worden betaald.

### Handelingen
Daarom mochten landen, ondanks resolutie 661 uit 1990, de benodigde onderdelen en uitrusting leveren die Irak nodig had om de olieproductie op de drijven, zodanig dat
het genoemde bedrag kon worden behaald. Daarvoor mocht tot US$300 miljoen van de VN-borgrekening (waarop Iraakse olie moest worden betaald) worden gebruikt. Tot daar voldoende geld op stond mochten de kosten ook
betaald worden op krediet tegen toekomstige olieverkopen. secretaris-generaal Kofi Annan had ter nazicht een lijst van onderdelen en materiaal van Irak overgemaakt aan het met resolutie 661 opgerichte comité.

## Verwante resoluties
- Resolutie 1154 Veiligheidsraad Verenigde Naties
- Resolutie 1158 Veiligheidsraad Verenigde Naties
- Resolutie 1194 Veiligheidsraad Verenigde Naties
- Resolutie 1205 Veiligheidsraad Verenigde Naties

Lijst ·  1147 ·  1148 ·  1149 ·  1150 ·  1151 ·  1152 ·  1153 ·  1154 ·  1155 ·  1156 ·  1157 ·  1158 ·  1159 ·  1160 ·  1161 ·  1162 ·  1163 ·  1164 ·  1165 ·  1166 ·  1167 ·  1168 ·  1169 ·  1170 ·  1171 ·  1172 ·  1173 ·  1174 ·  1175 ·  1176 ·  1177 ·  1178 ·  1179 ·  1180 ·  1181 ·  1182 ·  1183 ·  1184 ·  1185 ·  1186 ·  1187 ·  1188 ·  1189 ·  1190 ·  1191 ·  1192 ·  1193 ·  1194 ·  1195 ·  1196 ·  1197 ·  1198 ·  1199 ·  1200 ·  1201 ·  1202 ·  1203 ·  1204 ·  1205 ·  1206 ·  1207 ·  1208 ·  1209 ·  1210 ·  1211 ·  1212 ·  1213 ·  1214 ·  1215 ·  1216 ·  1217 ·  1218 ·  1219